# Sébastien Rosseler
Sébastien Rosseler (Verviers, 15 luglio 1981) è un ex ciclista su strada belga, specialista delle prove a cronometro e delle classiche, professionista dal 2004 al 2015.

## Carriera
Da Under-23 conseguì diversi successi e molti piazzamenti, tra cui un terzo posto al campionato nazionale Under-23 nel 2001 e un sesto posto alla Paris-Roubaix Espoirs.
Diventò professionista con la Relax-Bodysol nel 2004, l'anno successivo passò quindi tra le file del team belga Quick Step: vi rimase fino al 2009, quando fu chiamato nel nuovo team di Lance Armstrong, la RadioShack. Nel 2012 passò alla Garmin-Sharp, nel 2014 infine alla Veranclassic-Doltcini. In carriera ottenne un nono posto alla Gand-Wevelgem 2004, oltre a diversi piazzamenti al Giro del Belgio, alla Quattro giorni di Dunkerque e all'Eneco Tour. Nel 2010 vinse la Freccia del Brabante, l'anno dopo si impose alla Tre Giorni di La Panne.
Nel giugno 2015 annuncia il ritiro dall'attività.

## Palmarès
- 2001 (Dilettanti Under-23)

1ª tappa Triptyque des Monts et Châteaux
- 2002 (Dilettanti Under-23)

2ª tappa Triptyque des Monts et Châteaux
Classifica generale Triptyque des Monts et Châteaux
2ª tappa Ronde van Zuid-Oost-Vlaanderen
Classifica generale Ronde van Zuid-Oost-Vlaanderen
- 2003 (Dilettanti Under-23)

2ª tappa Triptyque des Monts et Châteaux
Classifica generale Triptyque des Monts et Châteaux
1ª tappa Tweedaagse van de Gaverstreek
2ª tappa Tweedaagse van de Gaverstreek
Classifica generale Tweedaagse van de Gaverstreek
Prologo Olympia's Tour
6ª tappa Olympia's Tour
7ª tappa Olympia's Tour
- 2007 (Quick Step, una vittoria)

1ª tappa Eneco Tour
- 2008 (Quick Step, una vittoria)

4ª tappa Circuit Franco-Belge
- 2009 (Quick Step, due vittorie)

4ª tappa Quattro giorni di Dunkerque
5ª tappa Giro del Belgio
- 2010 (Team RadioShack, due vittorie)

4ª tappa Volta ao Algarve
Freccia del Brabante
- 2011 (Team RadioShack, due vittorie)

3ª tappa, 2ª semitappa, Driedaagse De Panne - Koksijde (De Panne > De Panne)
Classifica generale Driedaagse De Panne - Koksijde

### Altri successi
- 2006

Classifica giovani Quatre Jours de Dunkerque
- 2012 (Team Garmin-Barracuda)

4ª tappa Giro d'Italia (cronosquadre)

## Piazzamenti

### Grandi Giri
- Giro d'Italia

2012: 125º
- Tour de France

2007: 104º
2008: 98º
2009: 104º
- Vuelta a España

2006: 116º

### Classiche monumento
- Giro delle Fiandre

2013: ritirato
- Parigi-Roubaix

2013: ritirato

### Competizioni mondiali
- Campionati del mondo

Zolder 2002 - Cronometro Under-23: 7º
Mendrisio 2009 - Cronometro Elite: 38º